# 지옥의 화원
지옥의 화원(地獄の花園, 지고쿠-노-하나조노 오피스 로얄, Office Royale)은 일본에서 제작된 세키 카즈아키 감독의 2021년 코미디, 액션 영화이다.
보통 일하는 오피스 레이디(OL)의 직장에 전 카리스마 양키의 여성이 중도에 채용된다. 이후 OL들의 파벌 다툼을 그리고 있다.

## 출연

### 주연
- 나가노 메이 : 타나카 나오코 역
- 히로세 아리스 : 란 역

### 조연
- 나나오 : 안도 주리 역
- 카와에니 리나 :사타케 시오리 역
- 오오시마 미유키 : 간다 에츠코 역
- 카츠무라 마사노부 : 타에코 역
- 마츠오 사토루 : 마리 역
- 마루야마 토모미 : 쿠도 사나에 역
- 엔도 켄이치 : 아카기 료코 역
- 코이케 에이코 : 오니마루 레이나 역